# Lujo Brentano

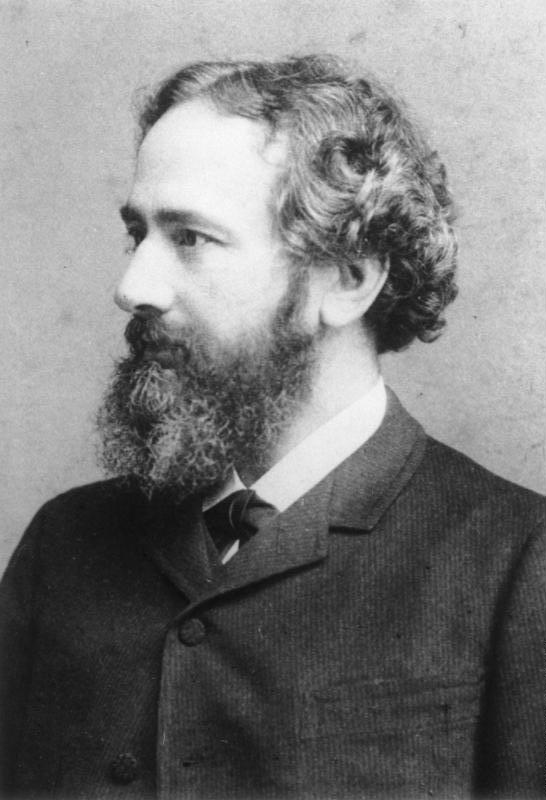
Lujo Brentano, 1890

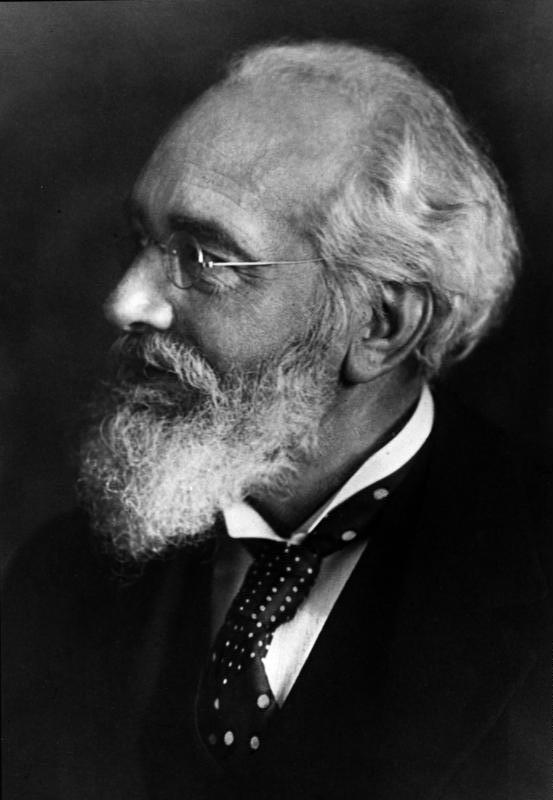
Lujo Brentano, 1927

Ludwig Joseph „Lujo“ Brentano (* 19. Dezember 1844 in Aschaffenburg; † 9. September 1931 in München) war ein deutscher Nationalökonom und Sozialreformer.

## Leben
Lujo Brentano wurde hineingeboren in die prominente, aus Italien stammende katholische Intellektuellenfamilie Brentano: Die Geschwister seines Vaters Christian Brentano waren die Schriftsteller Clemens Brentano und Bettina von Arnim, sein älterer Bruder der Philosoph und Psychologe Franz Brentano.
Nach dem Besuch des Gymnasiums in Augsburg und Aschaffenburg studierte Brentano an den Universitäten in Dublin, Münster, München, Heidelberg (Dr. iur., 1866), Würzburg, Göttingen (Dr. phil, 1867) und Berlin (Habilitation in Staatswissenschaften, 1871). Während seines Studiums wurde er Mitglied des AGV München im Sondershäuser Verband. Er war Professor an den Universitäten Breslau (1872–1882), Straßburg (1882–1888), Wien (1888–1889), Leipzig (1889–1891) und zuletzt München (1891–1916). 1874 heiratete er Valeska Erbreich (* 13. Januar 1851; † 28. Oktober 1918). Sie hatten eine gemeinsame Tochter Sophie, genannt Sissi (1874–1956). In den folgenden Jahren ging er eine Bindung mit Irene Forbes-Mosse ein; das Paar wohnte meist in seiner Villa in Prien am Chiemsee.
Brentano war ein „Kathedersozialist“ – d. h. Reformist und Vertreter eines „Dritten Weges“ –, Gründungsmitglied des Vereins für Socialpolitik und bedeutender Vertreter der Historischen Schule. Gleichwohl bediente er sich schon ansatzweise formaler Methoden.
In seinen Schriften begründete er unter anderem, warum die Gewerkschaften und ihre Arbeitskampfmittel ein konstitutives Element der Marktwirtschaft seien; erst sie würden den Angebotszwang, unter dem Lohnarbeiter stünden, elastischer machen. Brentano setzte also im Gegensatz zu anderen „Kathedersozialisten“ weniger auf den Staat als Schutzinstanz der Arbeiterschaft, sondern vor allem auf das prinzipiell gleichberechtigte Gegenüber der Arbeitsmarktparteien beim Abschluss von Kollektivvereinbarungen; in diesem Sinne kann er als früher „Sozialliberaler“ verstanden werden.
Brentano publizierte seit 1898 in unregelmäßigen Abständen Beiträge zur Sozial- und Wirtschaftspolitik in Theodor Barths Zeitschrift Die Nation und seit 1901 auch in Friedrich Naumanns Wochenblatt Die Hilfe. Obwohl er sich zunächst noch keiner politischen Partei anschloss, übte Brentano durch seine Publikationen, persönlichen Korrespondenzen und Auftritte als Gastredner bei Parteitagen maßgeblichen Einfluss auf die sozial- und wirtschaftspolitische Ausrichtung von Barths Freisinniger Vereinigung und Naumanns Nationalsozialem Verein aus. Zusammen mit Gerhart von Schulze-Gaevernitz hatte er auch entscheidenden Anteil am Beitritt der Nationalsozialen zur Freisinnigen Vereinigung; beide traten nach der erfolgreichen Fusion 1903 der Partei bei.
1914 gehörte Brentano zu den Unterzeichnern des Manifests der 93, distanzierte sich aber später davon mit dem Argument, er habe den Text nicht gekannt. In der Bayerischen Räterepublik war er Wirtschaftsminister. Lujo Brentano starb am 9. September 1931 in München, wurde aber auf eigenen Wunsch in der Begräbnisstätte der Brentanos auf dem Altstadtfriedhof in Aschaffenburg beigesetzt.

## Nachwirkung
Sein Einfluss auf die Soziale Marktwirtschaft und auch persönlich auf die führenden Politiker der Gründungsphase der Bundesrepublik Deutschland (Theodor Heuss war sein Student und Doktorand) ist nicht zu unterschätzen. Einer seiner Studenten, der Japaner Fukuda Tokuzō (Familienname Fukuda, 1874–1930, ab 1898 dreijähriger Deutschlandaufenthalt, später Professor an der Handelshochschule Tokio sowie an der Keiō-Universität) brachte Teile seiner Lehre nach Japan, wandte sich gegen den Einfluss des Marxismus in den entstehenden Sozialwissenschaften und leistete sich in diesem Zusammenhang eine berühmte Theoriedebatte mit Kawakami Hajime über das Wesen des Kapitalismus. Brentanos Einfluss liegt aber mehr in seiner Funktion als Lehrer und Sozialreformer denn als Wirtschaftswissenschaftler. Seine im hohen Alter geschriebene Autobiographie (1931, s. u.) ist vielleicht sein bekanntestes Werk.

## Sonstiges
Zu seinem siebzigsten Geburtstag (1914) erhielt er eine Festschrift.
Zu seinem achtzigsten Geburtstag widmete ihm sein Schüler Joseph Eßlen das Lehrbuch Politik des auswärtigen Handels (1925). 1928 wurde er mit dem Bayerischen Maximiliansorden ausgezeichnet.

## Werke (Auswahl)

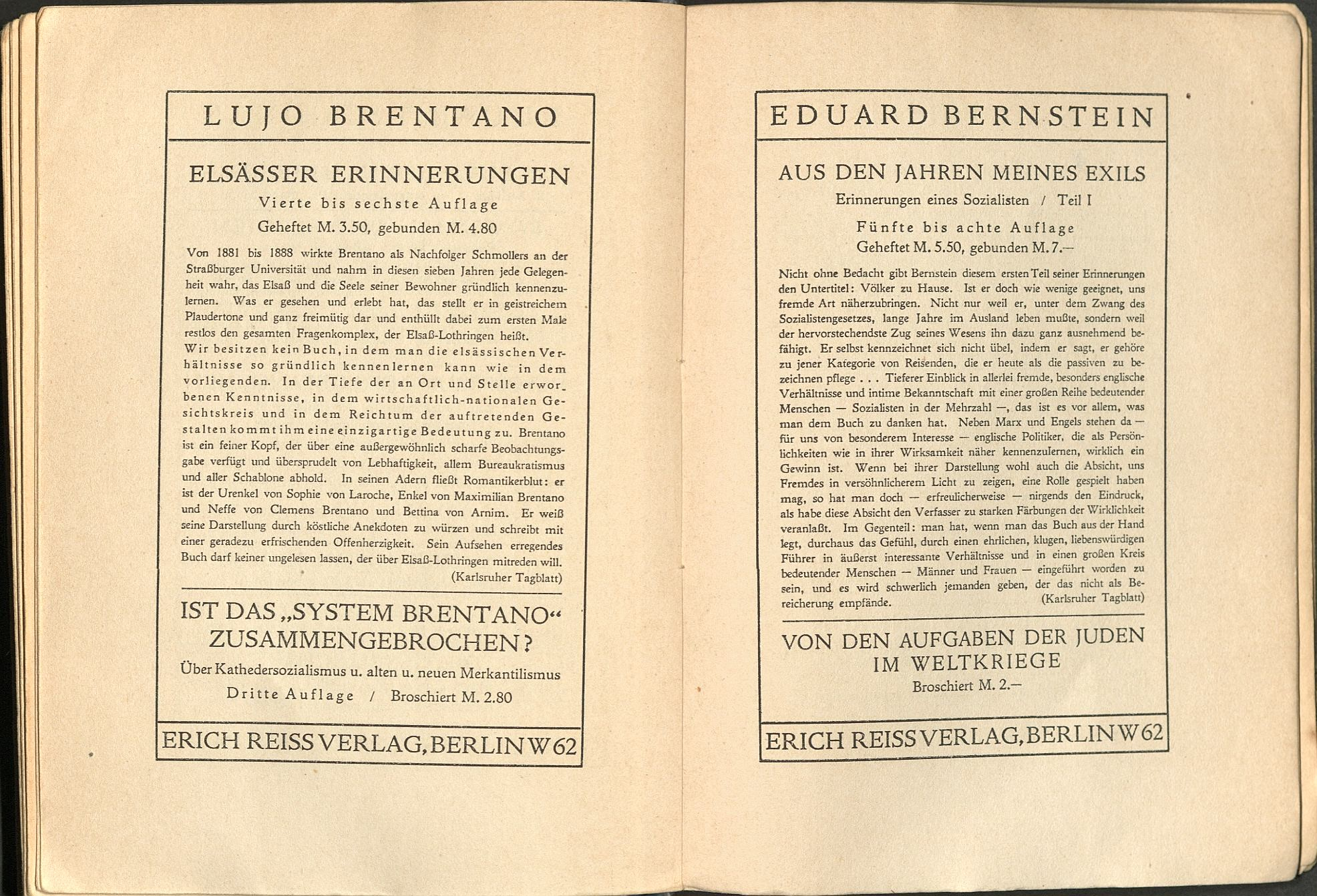
Anzeige bei Erich Reiss (1918)

- Die Arbeitergilden der Gegenwart. 2 Bände. Duncker & Humblot, Leipzig 1871/1872 (archive.org). Neuauflage: Adamant, Boston 2002.
- Die ‚wissenschaftliche‘ Leistung des Herrn Ludwig Bamberger. Ein Nachspiel zu meinen ‚Arbeitergilden der Gegenwart‘. Duncker & Humblot, Leipzig 1873 (urn:nbn:de:s2w-7194).
- Das Arbeitsverhältniss gemäss dem heutigen Recht: Geschichtliche und … Duncker & Humblot, Leipzig 1877 (archive.org).
- Die Arbeiterversicherung gemäß der heutigen Wirtschaftsordnung. Duncker & Humblot, Leipzig 1879 (archive.org).
- Meine Polemik mit Karl Marx. Zugleich ein Beitrag zur Frage des Fortschritts der Arbeiterklasse und seiner Ursachen. Walther & Apolant, Berlin 1890; Neuauflage: Slienger, London 1976.
- Arbeitseinstellungen und Fortbildung des Arbeitsvertrags. Duncker & Humblot, Leipzig 1890.
- Ethik und Volkswirtschaft in der Geschichte. Wolf, München 1901 (archive.org). Neuauflage: Salzwasser, Paderborn 2011.
- Versuch einer Theorie der Bedürfnisse. Bayerische Akademie der Wissenschaften, München 1908. Neuauflage: Müller, Saarbrücken 2006.
- Die Entwickelung der Wertlehre: Vorgetragen am 15. Februar 1908. Bayerische Akademie der Wissenschaften, München (Kujawsko-Pomorska Biblioteka Cyfrowa).
- Ist das „System Brentano“ zusammengebrochen? : Über Kathedersozialismus und alten und neuen Merkantilismus. 2. Auflage. E. Reiss, Berlin 1918.
- Wie studiert man Nationalökonomie. Reinhardt, München 1919.
- Clemens Brentanos Liebesleben, 1921.
- Die Urheber des Weltkriegs. 2. Auflage. Drei Masken Verlag, München 1922 (urn:nbn:de:hebis:30:2-229080).
- Der wirtschaftende Mensch in der Geschichte. Meiner, Leipzig 1923 (urn:nbn:de:s2w-12009). Neuauflage herausgegeben und eingeleitet von Richard Bräu und Hans G. Nutzinger: Metropolis, Marburg 2008.
- Konkrete Bedingungen der Volkswirtschaft. Meiner, Leipzig 1924. Neuauflage, herausgegeben von Hans G. Nutzinger: Metropolis, Marburg 2003.
- Das Wirtschaftsleben der antiken Welt. Fischer, Jena 1929 (urn:nbn:de:s2w-12011).
- Mein Leben im Kampf um die soziale Entwicklung Deutschlands. Diederichs, Jena 1931. Neuauflage herausgegeben von Richard Bräu und Hans G. Nutzinger: Metropolis, Marburg 2004.
- Der tätige Mensch und die Wissenschaft von der Wirtschaft. Schriften zur Volkswirtschaftslehre und Sozialpolitik (1877–1924). Herausgegeben und eingeleitet von Richard Bräu und Hans G. Nutzinger. Metropolis, Marburg 2006.